# Gerlinde Massing
Gerlinde Massing, född 8 januari 1951, är en friidrottare från Österrike. Hon deltog vid olympiska sommarspelen 1972.